# Cynelos
Cynelos és un gènere de carnívor extint de la família dels amficiònids que visqué durant el Miocè. Se n'han trobat restes fòssils a Nord-amèrica, Europa, Àsia i Àfrica.

## Taxonomia
- Cynelos anubisi
- Cynelos caroniavorus (o Parictis bathygenus)
- Cynelos euryodon
- Cynelos idoneus
- Cynelos lemanensis
- Cynelos macrodon
- Cynelos malasi
- Cynelos sinapius (o Amphicyon amnicola)